# Strumaresektion

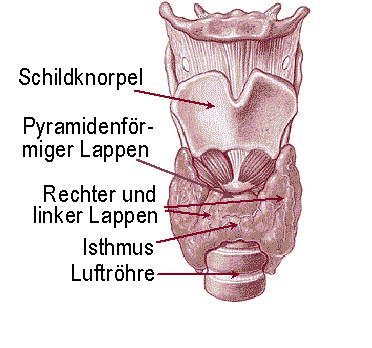
Anatomie der Schilddrüse

Die Strumaresektion (auch Strumateilresektion und „Kropfoperation“ genannt) ist eine Operation zur Behandlung einer Schilddrüsenvergrößerung, bei der die Schilddrüse bis auf einen unterschiedlich großen Rest entfernt wird. Nach den Erstbeschreibern der heute am häufigsten angewendeten Operationstechnik wird sie im vollen Wortlaut auch als „beidseitige subtotale Strumaresektion nach Enderlen-Hotz“ bezeichnet. Gelegentlich gebräuchlich, aber sachlich falsch, ist auch die Bezeichnung Strumektomie, da unter einer Ektomie die Entfernung eines kompletten Organs verstanden wird. Die restlose Entfernung der gesamten Schilddrüse wird Thyreoidektomie genannt (Synonym: Totalexstirpation der Schilddrüse), die restlose Entfernung einer Schilddrüsenhälfte Hemithyreoidektomie.

## Indikation

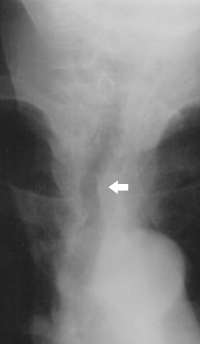
Indikation zur Operation: ausgeprägte Struma nodosa mit Einengung der Luftröhre und dadurch bedingtem Stridor.

Die Strumaresektion kommt bei diffuser und Knotenstruma sowie beim Morbus Basedow zur Anwendung.
Die diffuse Struma kann grundsätzlich zunächst konservativ behandelt werden. Hierbei werden Jodid, L-Thyroxin oder Kombinationspräparate aus beiden Substanzen eingesetzt, wodurch die TSH-Produktion der Hirnanhangsdrüse (Hypophyse) gedrosselt wird. Die Indikation zur Operation wird gestellt, wenn trotz der konservativen Therapie eine Größenzunahme der Struma eintritt, die zu subjektiven Beschwerden führt wie Engegefühl, Schluckstörungen oder gar Einengung (Stenose) der Luftröhre mit Behinderung der Atmung (Stridor). Auch das Auftreten von Knoten in einer bekannten diffusen Struma führt zur Operationsindikation. Die Entwicklung einer Überfunktion (Hyperthyreose) bei ursprünglich normaler Hormonproduktion (Euthyreose) ist ebenfalls eine Indikation zur Operation.
Nähere Einzelheiten zur konservativen Behandlung im Hauptartikel Struma.
Bei der Knotenstruma bestimmen Größe, Anzahl und Lage der Knoten, ob eine Strumaresektion ausreicht oder ob eine Thyreoidektomie indiziert ist. Dieser Fall tritt ein, wenn die knotigen Veränderungen so ausgedehnt sind, dass nicht ausschließlich gesundes Schilddrüsengewebe als Rest belassen werden kann.
In vielen Fällen erfolgt auf der einen Seite eine komplette Resektion (Hemithyreoidektomie), auf der anderen eine subtotale Resektion. Diese Operation wird nach ihrem Erstbeschreiber Dunhill-Operation genannt.
In Ausnahmefällen kann bei Vorliegen einer einzigen (solitären) Zyste oder eines Adenoms die Resektion unterbleiben und eine Ausschälung (Enukleation) des Knotens unter Mitnahme eines schmalen Saumes aus gesundem Schilddrüsengewebe vorgenommen werden.
In bestimmten Fällen kommt als alternatives Therapieverfahren die Radiojodtherapie in Betracht. Wenn die Wahl zwischen Operation und Radiojodtherapie besteht, sprechen folgende Argumente für die Operation: Verdacht auf Bösartigkeit (Malignität), durch Jod verursachte Schilddrüsenüberfunktion (Hyperthyreose), Schwangerschaft und Stillzeit, floride Augenbeteiligung bei Morbus Basedow (endokrine Orbitopathie), Zeichen einer Kompression der Nachbarstrukturen (Luftröhre: Stridor, Speiseröhre: ausgeprägte Schluckstörung, Halsgefäße: obere Einflussstauung), größere kalte Gebiete der Schilddrüse oder Angst des Patienten vor Radioaktivität. Folgende Argumente sprechen dagegen für die Radiojodtherapie: Wenn die Schilddrüse bereits operiert worden war oder bereits eine (einseitige) Lähmung des Stimmbandnervens (Rekurrensparese) vorliegt, bei Patienten in höherem Lebensalter oder mit schweren Begleiterkrankungen, wenn die Schilddrüse relativ klein ist oder der Patient unter Operationsangst leidet. Jugendliches Alter gilt nicht mehr als Kontraindikation.
Zur Behandlung der malignen Struma, einer durch Schilddrüsenkrebs hervorgerufenen Vergrößerung, ist die Strumaresektion nur bedingt geeignet, hier erfolgt regelmäßig die Thyreoidektomie. Wird ein Schilddrüsenrest von weniger als 5 ml belassen und findet sich im entfernten Schilddrüsenteil ein vollständig im Gesunden entfernter maligner Knoten, dann kann die Rest-Thyreoidektomie unterbleiben und allein mit einer Radiojodtherapie fortgefahren werden.

## Voruntersuchungen
Die Untersuchungen, die zur Operationsindikation führen, werden in den Hauptartikeln Untersuchung der Schilddrüse und Struma beschrieben.
Die allgemeinen operationsvorbereitenden Untersuchungen beinhalten die klinische körperliche Untersuchung mit Messung von Blutdruck und Puls, die Röntgenuntersuchung der Lunge und der Organe des Brustkorbs (Thorax) sowie die Anfertigung eines EKG. Eine Blutentnahme erfolgt zur Bestimmung des Blutbilds, der Elektrolyte, der Blutgerinnung, der Nierenfunktion und des CRP (zum Ausschluss einer Entzündung).
Die speziellen Untersuchungen vor einer Strumaresektion beinhalten die nochmalige Bestimmung der Schilddrüsenhormone sowie eine Untersuchung durch den Hals-, Nasen und Ohrenarzt zur Beurteilung der Beweglichkeit der Stimmbänder.

## Durchführung

### Operationsprinzip
Zunächst wird der Isthmus, also die schmale Organbrücke zwischen den beiden Schilddrüsenlappen, stumpf unterfahren und nach blutstillender Umstechung durchtrennt. Es folgt die Darstellung und gezielte Unterbindung der oberen Polgefäße (Arteria thyroidea superior und ihre Begleitvenen). Die Schilddrüse wird dann weitgehend aus der Umgebung herausgelöst und die zugehörigen Blutgefäße (Arteria thyroidea inferior sowie die begleitenden Venen, insbesondere die große, nach seitlich abgehende Kocher’sche Vene) nach Unterbindung durchtrennt. Die bindegewebige Anheftung an die Luftröhre (Trachea) wird belassen, die Schilddrüse wird an dieser Stelle eröffnet und innerhalb ihrer Kapsel bis auf einen Rest, der je nach Befund eine Größe von 1 bis 5 cm³ haben sollte, herausgeschält. Über dem Rest wird die bindegewebige Kapsel durch Naht verschlossen. In gleicher Weise wird dann auf der Gegenseite vorgegangen.

### Schmerzausschaltung
Die Intubationsnarkose ist heute der Standard für die Strumaresektion. Bis Anfang der 1970er Jahre wurde die Operation auch in Lokalanästhesie ausgeführt, da beim versehentlichen Eröffnen einer großen Vene eine Luftembolie der Lunge befürchtet wurde. Dieser konnte der wache Patient durch aktives Pressen entgegenwirken. Die Gefahr besteht bei einer modernen Überdruckbeatmung mit PEEP (positivem endexpiratorischem Druck) nicht mehr.

### Lagerung

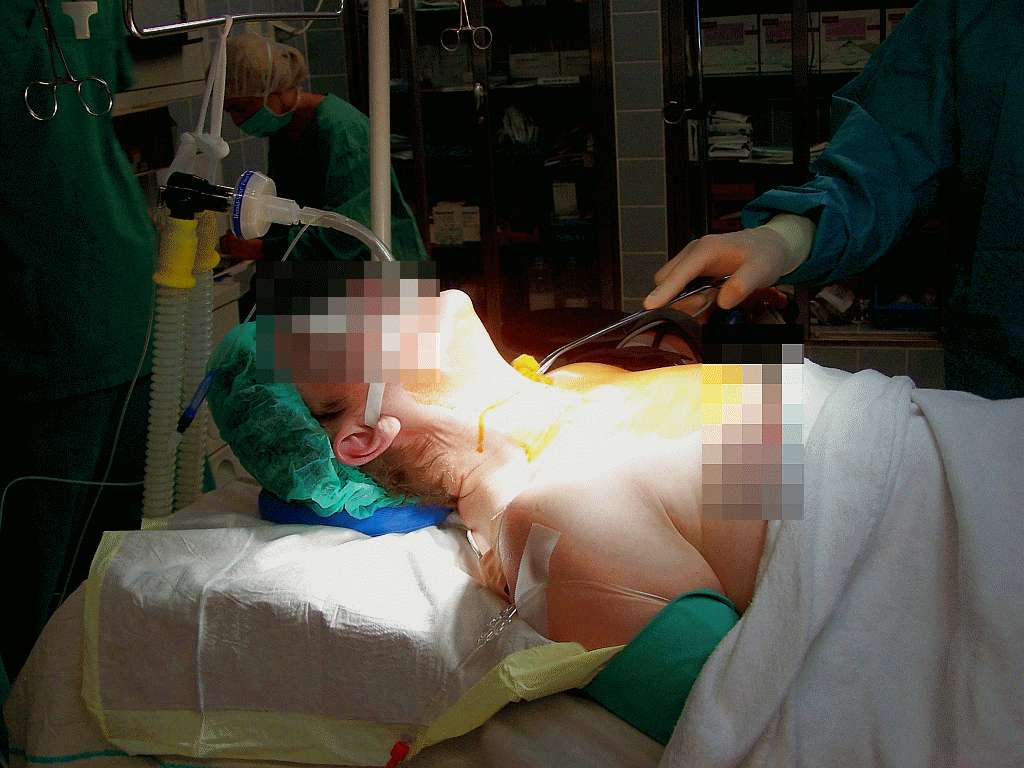
Lagerung und Hautdesinfektion

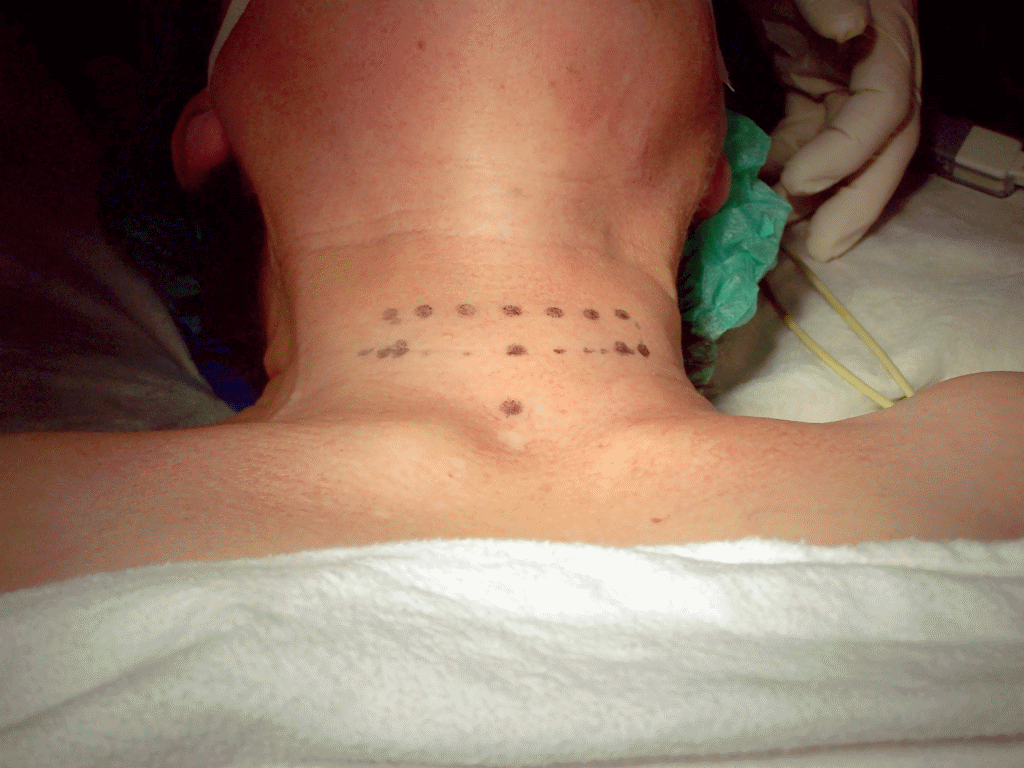
Zwei mögliche Schnittführungen (Kocher’scher Kragenschnitt)

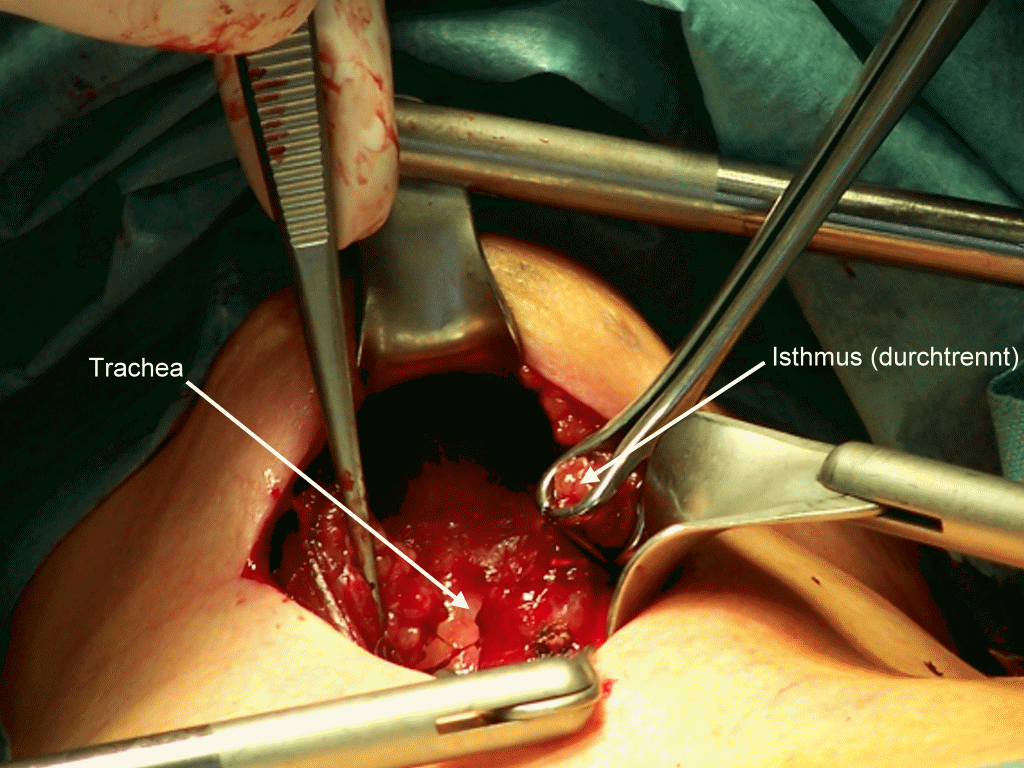
Der Isthmus ist durchtrennt und unterbunden, das Operationsfeld wird durch ein Retraktorsystem offen gehalten.

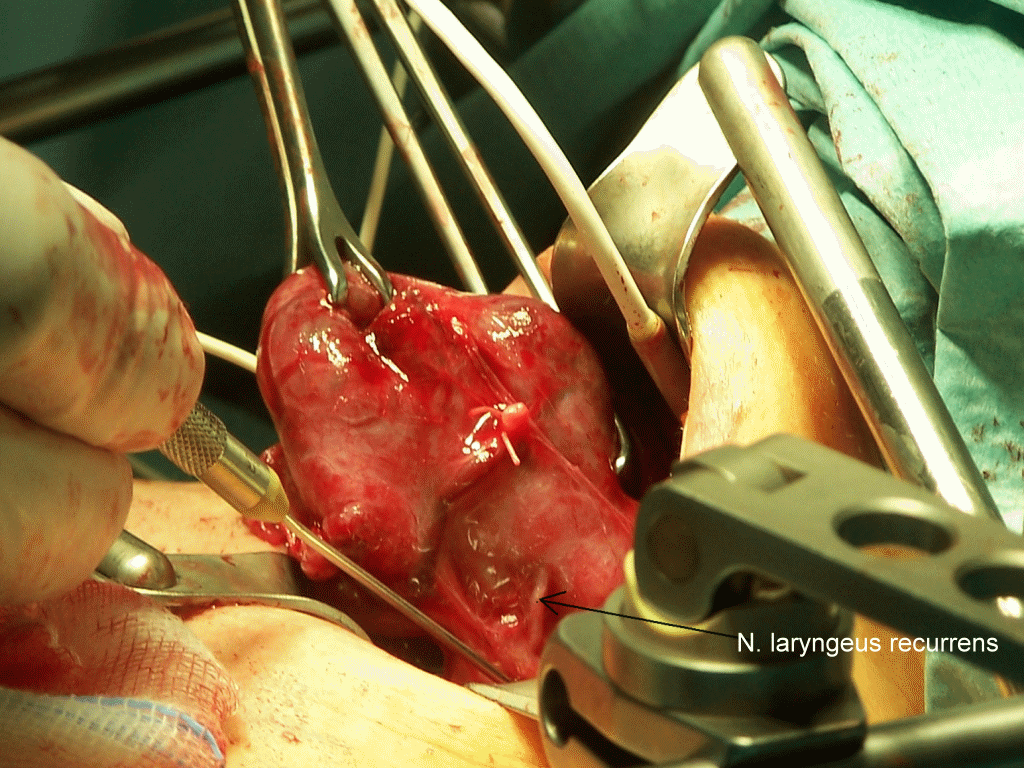
Der li. N. laryngeus recurrens ist vollständig dargestellt, per Neuromonitoring (Sonde) wird seine Funktion überprüft.

Der Patient wird mit etwa 30° aufgerichtetem Oberkörper gelagert, der Kopf ruht nach hinten geneigt in einer Schale, so dass der Hals überstreckt und die Schilddrüse gut zugänglich ist. Gebräuchlich ist auch die flache Rückenlagerung mit etwas überstreckter Halswirbelsäule.

### Zugang
Standard ist der Kocher’sche Kragenschnitt, ein fünf bis sieben Zentimeter langer, leicht bogiger Querschnitt etwa zwei Querfinger oberhalb des Jugulums. Die Schnittführung wird vor der Operation am wachen Patienten markiert und aus kosmetischen Gründen wenn möglich in den Verlauf einer Hautfalte gelegt. Haut und Unterhautfettgewebe werden durchtrennt und nach oben und unten von der Muskulatur abgeschoben. Die vordere Halsmuskulatur (Musculus sternohyoideus) wird in der Mittellinie geteilt und nach beiden Seiten von der Schilddrüse abgeschoben, die nun frei zugänglich ist. Bei sehr großen Schilddrüsen ist gelegentlich die Querdurchtrennung der kurzen geraden Halsmuskulatur erforderlich. In extremen Ausnahmefällen gelingt die Auslösung einer stark nach retrosternal ausgedehnten Schilddrüse nur mittels partieller Sternotomie (Längsdurchtrennung des oberen Teils des Brustbeins).

### Wundverschluss
Vor dem Wundverschluss werden zur Ableitung von Blut oder Wundsekret Redon-Drainagen eingebracht.
Der Wundverschluss erfolgt dreischichtig: Muskulatur und Unterhautgewebe werden jeweils mit resorbierbarem Nahtmaterial, die Haut mit monofiler Kunststoffnaht verschlossen. Der Hautverschluss erfolgt oft in der kosmetisch günstigen intrakutanen Nahttechnik. Alternativ können auch Adaptationspflaster oder Gewebekleber zur Anwendung kommen.

## Schnellschnittuntersuchung
Bei der Strumaresektion aufgefundene, makroskopisch karzinomverdächtige Knoten sollen, wenn organisatorisch möglich, einer histopathologischen Schnellschnittuntersuchung zugeführt werden, um gegebenenfalls den Eingriff sofort zur Thyreoidektomie auszuweiten. Sollte dies strukturell (z. B. große Entfernung zur nächsten Pathologie) nicht sinnvoll oder möglich sein, ist der Patient vorab über eine möglicherweise notwendige Zweitoperation aufzuklären.

## Risiken

### Unspezifische Operationsrisiken
Blutungen während (intraoperativ) oder nach der Operation (postoperativ), können aufgrund der guten Durchblutung der Schilddrüse ein bedrohliches Ausmaß annehmen; bei absehbaren Schwierigkeiten (Rezidivstruma) werden daher vorab Blutkonserven bereitgestellt.
Wundinfektion und Wundeiterung treten aufgrund der guten Durchblutung sehr selten auf, sind gut zu erkennen und zu behandeln, hinterlassen aber meist sehr schlechte kosmetische Resultate.
Postoperative Thrombosen und Lungenembolien sind durch die schnelle Mobilisierbarkeit der Patienten ebenfalls selten.

### Spezifische Operationsrisiken
Die Häufigkeit schwerer Komplikationen ist beim geübten Operateur gering und sollte ein Prozent (jeweils bezogen auf die Rekurrensparese und die Hypokalziämie) nicht überschreiten.
Schädigung des Nervus recurrens
Eine vollständige Durchtrennung des Stimmbandnerven (Nervus laryngeus recurrens) führt zur permanenten Lähmung der Stimmmuskeln (Rekurrensparese) mit andauernder Heiserkeit. Eine Beschädigung durch Quetschung oder Überdehnung des Nerven u. ä. führt ebenfalls zum vorläufigen Funktionsausfall, ist aber meist reversibel, heilt also ohne spezielle Therapie aus. Eine beidseitige Rekurrensparese kann – durch den Verschluss der Stimmritze aufgrund der fehlenden Spannung der Stimmmuskeln – zur vollständigen Verlegung der Luftröhre mit akuter Erstickungsgefahr führen. Dies macht gegebenenfalls die Anlage eines permanenten Tracheostomas nötig. Die exakte Darstellung des N. laryngeus recurrens wird daher heute laut Leitlinie zwingend gefordert. Zur Vermeidung einer Rekurrensverletzung kommt daher meist das Neuromonitoring zur Anwendung, welches seit den 1990er Jahren insbesondere bei radikalen Strumektomien und Rezidiv-Eingriffen zu einer Erhöhung der Sicherheit geführt hat.
Sehr selten, da operationstechnisch einfacher vermeidbar, ist die Verletzung des N. laryngeus superior.
Schädigung der Nebenschilddrüsen
Die unbeabsichtigte Entfernung oder Beschädigung der Nebenschilddrüsen (Epithelkörperchen, Glandula parathyreoidea), die in vielen Fällen nur sehr schwer zu identifizieren sind, führt zu Entgleisungen des Calciumstoffwechsels (Hypokalziämie) mit der Folge einer Tetanie, die allerdings in der Regel durch Zufuhr von Calcium gut behoben werden kann und nicht von Dauer ist (Siehe auch Hypoparathyreoidismus). Entfernte oder von der Durchblutung abgeschnittene Epithelkörperchen werden retransplantiert (autologe Transplantation), indem sie zerkleinert in einen Muskel (z. B. Musculus sternocleidomastoideus) eingenäht werden.

## Besonderheiten bei der Rezidivstruma
Die Strumaresektion bei bereits voroperierter Schilddrüse (Rezidiv-Struma) stellt den Operateur oft vor eine schwierige Aufgabe, da die Auslösung der Schilddrüse durch Vernarbung deutlich erschwert ist. Oft liegen atypische anatomische Verhältnisse vor: Der N. laryngeus recurrens nimmt einen nicht vorhersehbaren Verlauf. Die Nebenschilddrüsen können oftmals kaum identifiziert werden. Auch die Blutungsgefahr steigt durch atypischen Verlauf der Gefäßversorgung.
Aus diesen Gründen steigt die Komplikationsrate – Rekurrensparesen und Hypokalzämien betreffend – bei Operationen der Rezidivstruma auf das Zehnfache im Vergleich zur Erst-Operation.

## Postoperative Kontrollen und Nachsorge
Die Stimmbandbeweglichkeit wird entweder durch Laryngoskopie direkt bei Narkoseausleitung oder durch Überprüfung der Phonation (hierzu fordert man den Patienten einfach zum Sprechen auf) nachgewiesen, um eine Rekurrensparese sofort zu erkennen. Bei Hinweisen auf Rekurrensparese muss die Atmung intensivmedizinisch überwacht werden.
Der Serumcalciumspiegel wird am ersten postoperativen Tag bestimmt, ist er deutlich erniedrigt, muss von einer Schädigung der Epithelkörperchen ausgegangen und ggf. Calcium zugeführt werden.
Eine Nachblutung (Hämatom) kann im Zweifelsfall mittels Sonografie von einer einfachen postoperativen Schwellung abgegrenzt werden.
Bei komplikationslosem Verlauf kann der Patient schon am Abend des Operationstages aufstehen und Flüssigkeiten zu sich nehmen. Vom ersten postoperativen Tag an kann normal gegessen werden, die Mobilität ist nicht eingeschränkt. Meist sind nur geringe Mengen an Schmerzmitteln erforderlich. Nur in den Fällen, bei denen aufgrund der Größe der Struma die Halsmuskulatur quer eingeschnitten werden musste, wird für die ersten 10 bis 15 Tage von extremen Wendebewegungen des Kopfes abgeraten. Die Entfernung der Drainagen erfolgt am 2., die Krankenhausentlassung frühestens am 3., normalerweise am 4. oder 5. Tag nach der Operation. Die Hautnaht wird etwa nach einer Woche entfernt. Die verbleibende Narbe ist in den ersten acht bis zwölf Wochen noch auffällig und bildet erst dann ihre endgültige Breite und Farbe aus. Im Idealfall ist als Endergebnis nur mit Mühe ein feiner Strich in einer Hautfalte zu sehen, das Ausmaß der Narbenbildung ist jedoch von Patient zu Patient unterschiedlich.
Die Nachsorge besteht aus regelmäßiger Kontrolle der Schilddrüsenhormone und des TSH. Beim Verdacht auf erneute Knotenbildung werden Ultraschalluntersuchungen, gegebenenfalls auch eine erneute Szintigrafie durchgeführt.
Je nach Größe und Funktion des Schilddrüsenrestes wird mittels Tabletten eine Hormonersatztherapie („Substitution“) oder – zur Vermeidung eines erneuten Auftretens einer Struma (siehe oben, Rezidivstruma) – eine die Schilddrüsenfunktion hemmende („Suppression“) Therapie durchgeführt. Einzelheiten hierzu im Hauptartikel Struma.

## Vergleich mit der Thyreoidektomie
Vorteil der Strumaresektion gegenüber der Thyreoidektomie ist zum einen die etwas einfachere Durchführbarkeit mit etwas kürzerer Operationszeit. Bei geübten Operateuren fällt dieser Unterschied kaum ins Gewicht.
Zum anderen verbleibt ein kleiner Teil funktionstüchtigen Schilddrüsengewebes, so dass der Patient nicht vollständig auf die medikamentöse Substitution von Schilddrüsenhormonen angewiesen ist. Allerdings muss zur Prophylaxe eines Rezidivs ohnehin Schilddrüsenhormon zugeführt werden, gegebenenfalls in kleineren Mengen.
Vorteil der Thyreoidektomie ist die sichere Rezidivprophylaxe.

## Minimalinvasive Strumaresektion
Seit Ende der 1990er Jahre wird die Strumaresektion zunehmend auch in minimalinvasiver Technik durchgeführt. Der Eingriff wird nach angloamerikanischem Sprachgebrauch MIVA-T (minimally-invasive video-assisted thyroidectomy) genannt. Hierzu wird etwas höher als beim Kocher’schen Kragenschnitt ein etwa 2 cm langer Schnitt angelegt, über den die Operation mittels einer 5-mm-Staboptik und Videomonitor durchgeführt wird. Bislang werden hiermit allerdings hauptsächlich kleinere (< 2 cm) Knoten und diffuse Strumen unter 25 ml Volumen behandelt. Große Vergleichsstudien zur Beurteilung der Methode stehen noch aus, es finden sich bislang nur eine Reihe von Einzelstudien. Seit 2003 bzw. 2008 stehen mit den Methoden ABBA (Axillo-Bilateral-Breast-Approach) und EndoCATS (Endoscopic-Cephallic-Access-Thyroid-Surgery) endoskopische Strumaresektionen zur Verfügung, die keine sichtbaren Narben hinterlassen und die die Entfernung von einseitigen Strumalappen bis zu einer Größe von 50 ml zulassen. 2008 beschrieben Witzel et al. den transoralen Zugang zur Schilddrüse, der Voraussetzung für die NOTES-Schilddrüsenresektion ohne sichtbare Narben am Hals ist.

## Geschichte
1791 führte der französische Chirurg Pierre-Joseph Desault die erste sicher belegte und beschriebene Strumaresektion durch. Die meisten operativen Eingriffe zur Behandlung einer Struma (etwa durch Guillaume Dupuytren und Desault) bestanden um 1800 im Einbringen von geflochtenen Tierhaaren in die knotigen Veränderungen, wodurch sich Entzündungen und Nekrosen entwickelten und schließlich ein spaltbarer Abszess. Solche Teilabbindungen wurden wiederholt, bis sich die Struma verkleinerte. Bei zystischen Strumen wurden (so 1792 bei François-Emmanuel Fodéré) hingegen die Zysten punktiert und der Inhalt nach außen abgeleitet. Im Jahr 1838 empfahl dann Luigi Porta, lediglich die oberen Schilddrüsen-Arterien abzubinden, um eine Reduktion großer Kröpfe zu erreichen.
Die Strumaresektion wurde – damals noch unter der heute nicht mehr üblichen Bezeichnung Strumektomie – 1876 von dem Schweizer Chirurgen und Nobelpreisträger (1909) Emil Theodor Kocher als Totalexstirpation (also im Sinne der heutigen Terminologie eher als Thyreoidektomie) durchgeführt und 1878 unter dem Titel „Exstirpation einer Struma retrooesophagea“ veröffentlicht. In den folgenden 10 Jahren trug er wesentlich zu einer Verbesserung der Operationstechnik bei und konnte die Sterblichkeitsrate infolge einer Totalexstirpation erheblich senken. Im Jahr 1883, als er bereits über 245 Strumaresektionen durchgeführt hatte, veröffentlichte Kocher, dass Totalexstirpationen zu einem dem Kretinismus ähnlichen Zustand führen könnten. Dies könnte verhindert werden, indem ein Rest Schilddrüsengewebe im Körper des Patienten verbleibe. Nach Emil Theodor Kocher sind der Kocher’sche Kragenschnitt sowie die Kocher-Klemmen benannt, die noch heute benutzt werden.
1884 wurde von Ludwig Rehn die erste Schilddrüsenresektion bei einer Hyperthyreose in Deutschland durchgeführt.